# Dina Manfredini
Dina Manfredini, geborene Guerri (* 4. April 1897 in Pievepelago; † 17. Dezember 2012 in Johnston, Iowa), war eine italienisch-US-amerikanische Supercentenarian und Altersrekordlerin. Nach dem Tod von Besse Cooper im Dezember 2012 war sie bis zu ihrem eigenen Tod dreizehn Tage später der älteste lebende Mensch.

## Leben
Manfredini wurde am 4. April 1897 als Kind von Carlo und Maria Guerri in Pievepelago in der Emilia-Romagna geboren. 1920 heiratete sie Riccardo Manfredini und zog mit ihm in den US-Bundesstaat Iowa. Die beiden hatten vier Kinder. Manfredini arbeitete während des Zweiten Weltkriegs in einer Fabrik für Munition; sie arbeitete in ihrem Leben zudem als Hausfrau, Gärtnerin sowie im Alter als Reinigungskraft. Ihr Ehemann Riccardo starb 1965 im Alter von 79 Jahren. Nach seinem Tod lebte Manfredini allein, bis sie 2007 im Alter von 110 Jahren in ein Altenheim zog. Mit 101 Jahren überlebte sie eine Darmkrebserkrankung. Sie war noch im hohen Alter körperlich fit, so konnte sie an ihrem 115. Geburtstag noch selbstständig gehen. Ihr hohes Alter führte sie auf ihre harte Arbeit und den Grundsatz „alles in Maßen“ zurück.
Nach dem Tod von Besse Cooper am 4. Dezember 2012 wurde Manfredini zur ältesten lebenden Person. Nur dreizehn Tage später starb sie im Alter von 115 Jahren und 257 Tagen im Schlaf, nachdem sie mit Fieber zu kämpfen hatte. Jiroemon Kimura wurde der neue älteste lebende Mensch. Manfredini war für einige Zeit die älteste jemals in Italien geborene Person, bis dieser Rekord am 14. August 2015 von Emma Morano übertroffen wurde.